# Stanisław Rojek
Stanisław Rojek (ur. 14 grudnia 1926 w Zabełczu, zm. 11 sierpnia 2016 we Wrocławiu) – polski gleboznawca, profesor i prorektor Akademii Rolniczej we Wrocławiu.

## Życiorys
Urodzony w Zabełczu. W 1952 ukończył studia inżynierskie na Wydziale Rolniczym Wyższej Szkoły Rolniczej w Olsztynie, jednak tytuł inżyniera uzyskał w Wyższej Szkole Rolniczej w Poznaniu. Rok później na tej samej uczelni uzyskał tytuł magistra. W latach 1953–1955 pracował w Wyższej Szkole Rolniczej w Poznaniu, po czym został zatrudniony w Wyższej Szkole Rolniczej we Wrocławiu (od 1961 jako adiunkt, a od 1970 jako docent). W latach 1981–1984 prodziekan Wydziału Melioracji Wodnych Akademii Rolniczej we Wrocławiu, następnie do 1990 prorektor ds. współpracy z gospodarką narodową, a potem do 1997 kierownik Katedry Rolniczych Podstaw Kształtowania Środowiska. W latach 1972–1996 był opiekunem naukowym Rolniczego Zakładu Doświadczalnego w Samotworze. W 1985 otrzymał tytuł profesora nadzwyczajnego.
Specjalizował się w gospodarce wodnej gleby i roślin, nawadnianiu roślinności i racjonalnej uprawie. Autor ponad 150 prac naukowych i popularnonaukowych, w tym podręczników akademickich. Odznaczony Nagrodą Ministra Edukacji Narodowej (1971, 1983, 1990), Złotym Krzyżem Zasługi (1974), Krzyżem Kawalerskim Orderu Odrodzenia Polski (1986), złotą odznaką ZNP (1978).
Zmarł 11 sierpnia 2016 roku we Wrocławiu i został pochowany na cmentarzu komunalnym przy ul. Śniadeckich w Nowym Sączu.